# Benjamin Jones
Benjamin Jones (2. února 1882 – 20. srpna 1963) byl britský cyklista, který na 4. letních olympijských hrách 1908 v Londýně získal dvě zlaté a jednu stříbrnou medaili. Byl jedním z nejlepších britských cyklistů historie[zdroj?].

## Životopis
Jones byl horník z Wiganu, města, které je součástí Velkého Manchesteru. Byl členem tamějšího cyklistického klubu a mistrem Anglie a držitelem národního rekordu na 5 mil. Na olympiádě v Londýně získal na White City Stadium zlatou medaili na 5000 m a ve stíhačce družstev, stříbrnou medaili v závodě na 20 km na dráze.
Jones byl také výborným sprinterem, ale jeho nejúspěšnější tratě byly delší, vyhrál r. 1910 mistrovský titul na 5 mil v Berlíně. Později závodil za cyklistický oddíl Salford Harriers, který reprezentoval na tehdy populárních závodech Manchester's Belle Vue a za který také čtyřikrát vyhrál v letech 1911 - 1914 mistrovství Jižní Afriky. Nakonec přesídlil do Londýna a závodil za kluby Southwark a Putney Cycle Club.

## Benjamin Jones na olympiádě 1908 v Londýně

### Závod na 660 yardů
Celkem 46 závodníků z 9 zemí nastoupilo na start nejkratší cyklistické disciplíny. Časovým limitem na zdolání jednoho kola (660 yardů = 603,5 m) byla 1 minuta a 10 sekund. Vítězové šestnácti rozjížděk se dostali do semifinále. Benjamin Jones startoval hned v první rozjížďce a časem 59 s porazil Nizozemce Nijlanda. Následovaly čtyři semifinálové jízdy po čtyřech účastnících, do finále postupoval jen vítěz každé z nich. Zde už podlehl Jones vítěznému Němci Karlu Neumerovi i Belgičanu Renardovi. Olympijské vítězství zůstalo Britům (Victor Johnson).

### Sprint na 1000 m
Startovalo 40 závodníků z devíti zemí. Závod skončil historickým finálovým skandálem. Jelo se celkem 16 rozjížděk, časový limit na zdolání byla 1 minuta 45 sekund. Ve 12. rozjížďce zvítězil Benjamin Jones časem 1:35,0 min před Francouzem Marechalem. Následovaly čtyři semifinálové závody, z nichž vítězové postoupili do finále. Ve třetím vyhrál Jones před Demangelem z Francie. Čtyřčlenné finále se vyvíjelo v režii Britů, Johnson a Kingsbury přenechali finiš lepšímu kolegovi Jonesovi, který však ve finále údajně o několik palců ztratil na Francouze Maurice Schillese. Rozhodčí nato všechny závodníky diskvalifikovali, údajně pro překročení časového limitu. Německý závodník Neumer však později prohlašoval, že rozhodčí nechtěli připustit další vítězství Francouze Schillese na olympiádě (vyhrál předtím sprint tandemů).

### Závod na 5000 m
Účastnilo se 42 závodníků z osmi zemí. Časový limit závodu byl určen na 9 minut a 25 sekund. Nejprve se jelo sedm semifinálových závodů, z nichž vždy jen vítěz postupoval do finále. Benjamin Jones měl v pátém semifinále osm kvalitních soupeřů a podařilo se mu ve finiši porazit časem 9:08,8 minuty výborného Němce Neumera. Jones získal nakonec olympijský titul časem 8:36,2 min před Francouzi Mauricem Schillesem a André Auffrayem.

### Závod na 20 km na dráze
Na start se postavilo 44 závodníků z 11 zemí, kteří čelili časovému limitu 40 minut. Postup do finále měl zvláštní pravidla. Ze šesti semifinálových závodů postupoval vždy vítěz. Dále postupovali tři závodníci ze tří nejrychlejších semifinále, kteří byli na čele závodu v největším počtu kol. Benjamin Jones postupoval jako vítěz 4. semifinálového závodu, když porazil Američana Camerona a dalších sedm soupeřů. Ve finále nestačil pouze na krajana Clarence Kingsburyho a získal stříbrnou medaili (čas neznámý) před bronzovým Belgičanem Josephem Werbourckem.

### Stíhací závod družstev
Účastnilo se pět družstev, tj. 20 závodníků. Závod se jel na tři kola, které měřily dohromady 1810,5 metrů (1980 yardů), týmy startovaly na protilehlých rovinkách, výsledný čas se měřil třetímu cyklistovi z týmu v cíli. Britský tým jel ve složení Benjamin Jones, Clarence Kingsbury, Leon Meredith a Ernest Payne, v prvním kole mu nenastoupil soupeř (Belgie), v semifinále porazili Britové (čas 2:19,6 min) Kanadu. Vzhledem k tomu, že Kanada měla v semifinále lepší čas než druzí poražení semifinalisté Nizozemsko, získala bronzové medaile. Ve finále nastoupili proti Britům Němci Hermann Martens, Bruno Goetze, Karl Neumer a Richard Katzer a odešli poraženi o plných deset sekund, když čas Britů byl 2:18,9 min.